# Dipol pętlowy

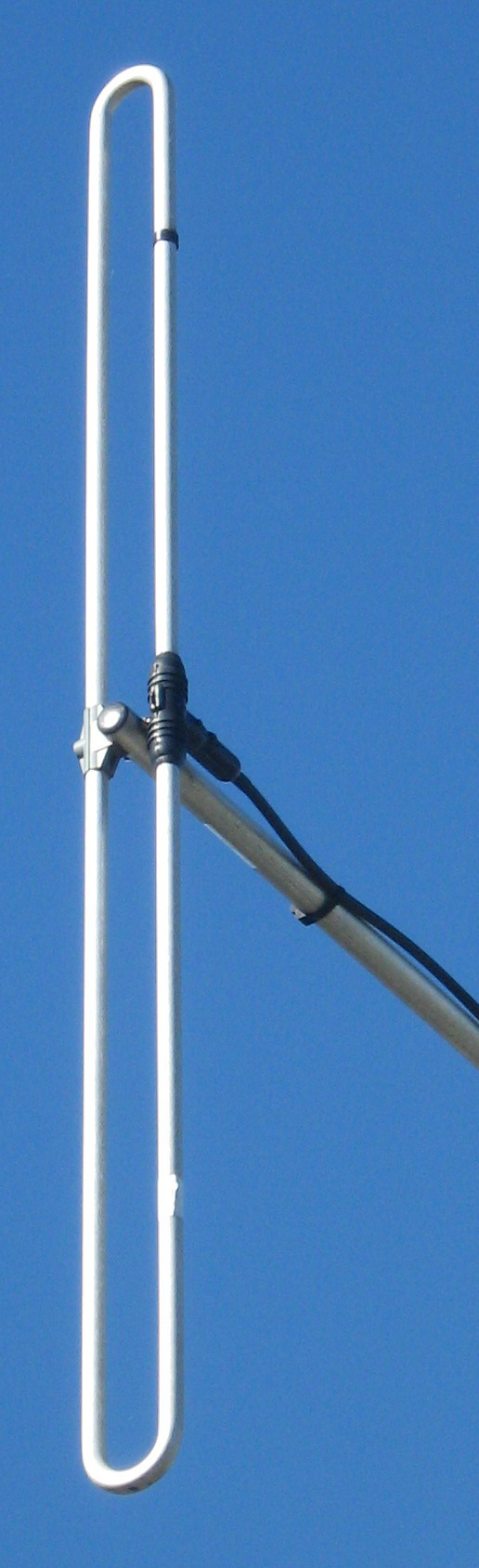
Dipol pętlowy

Dipol pętlowy – antena zbudowana z dwóch równolegle połączonych dipoli prostych zasilanych w połowie jednego z nich.
Charakterystyki promieniowania dipola pętlowego są podobne do odpowiadającego mu dipola prostego. Różnica w płaszczyźnie wertykalnej polega na tym, że zamiast jednakowego promieniowania we wszystkich kierunkach zaobserwować można wzrost wzmocnienia po stronie elementu z zasilaniem. W płaszczyźnie horyzontalnej pojawiają się nieco „płytsze” minima promieniowania. Zniekształcenia charakterystyki są tym większe, im większa jest odległość między elementami dipola. Wynika to z faktu, że boczne łączenia funkcjonują jako dodatkowe krótkie anteny.
Różnice występują też w rozkładzie prądu wzdłuż dipola. Ponieważ obie części dipola są z sobą połączone (obwód zamknięty), na końcach ramion pojawia się niezerowa wartość prądu. Ze względu na rozkład napięcia i prądy w dipolu pętlowym można go uziemić na środku, w celu ochrony podłączonych urządzeń przed ładunkami elektrostatycznymi.
Impedancja wejściowa dipola pętlowego wynosi około 280 Ω, czyli jest czterokrotnie większa od impedancji dipola prostego. Jest to spowodowane występowaniem silnego sprzężenia między dipolami składowymi i transformacją impedancji. Pozwala to na zasilanie go bezpośrednio z linii symetrycznej (kabel o impedancji 300 Ω).
Dipol pętlowy występuje zwykle jako element aktywny w antenach Yagi. Pasmo pracy dipola pętlowego jest szersze niż dipola prostego.
Po zwinięciu dipola pętlowego w otwarty pierścień otrzymuje się dipol pierścieniowy o charakterystyce w przybliżeniu dookólnej. Antena ta ma zysk -3 dB, co można skompensować, umieszczając nad sobą kilka takich dipoli w odległości 0,5 λ od siebie.